# Henricus Thijsen
Henricus (of Hendricus) Josephus Franciscus Thijsen (Amsterdam, 30 juli 1881 - Johannesburg, 10 oktober 1946) was een Nederlands turner.
In 1903 deed hij in Antwerpen mee aan een internationaal toernooi. Daar haalde hij een gedeelde eerste plaats op het toestel Paardvoltige (paard met bogen). 
Een puur turntoernooi was dat in Antwerpen niet; er stonden vele sporten op het programma, zoals gewichtheffen en hardlopen. Pas in 1934 werd voor het eerst een officieel wereldkampioenschap turnen georganiseerd. Later werden de voorgaande internationale toernooien met terugwerkende kracht ook als WK's beschouwd. Sindsdien geldt Thijsen als de eerste Nederlandse wereldkampioen in deze sport. Het zou tot 2005 duren tot hij in Yuri van Gelder een opvolger kreeg.
Thijsen deed ook mee aan de Olympische Zomerspelen 1908 in Londen. Daar haalde hij een iets minder resultaat: in de individuele wedstrijd werd hij drieëntachtigste. Met de Nederlandse ploeg haalde hij een zevende plaats.
In 1925 emigreerde hij naar Johannesburg, Zuid-Afrika.